# MTV Europe Music Award za nejlepší video
MTV Europe Music Award za nejlepší video původně udělována jako Nejlepší režie, ale v roce 1997 byla přejmenována na Nejlepší video. Vítěze této kategorie vybírá MTV.

## 1990 - 1999
| Rok  | Vítěz                                                     | Nominovaní |
| ---- | --------------------------------------------------------- | --- |
| 1994 | Whale — "Hobo Humpin' Slobo Babe" (režie Mark Pellington) | - The Cranberries — "Linger" (režie Melodie McDaniel) - D:Ream — "Things Can Only Get Better" (režie Patrick Jean) - Enigma — "Return to Innocence" (režie Julien Temple) - Take That — "Babe" (režie Greg Masuak) - U2 — "Stay (Faraway, So Close!)" (režie Wim Wenders a Mark Neale) |
| 1995 | Massive Attack — "Protection" (režie Michel Gondry)       | - Björk — "Army of Me" (režie Michel Gondry) - Clawfinger — "Pin Me Down" - The Cranberries — "Zombie" (režie Samuel Bayer) - Oasis — "Whatever" (režie Mark Szaszy) - U2 — "Hold Me, Thrill Me, Kiss Me, Kill Me" (režie Kevin Godley a Maurice Linnane)                              |
| 1997 | The Prodigy — "Breathe" (režie Walter Stern)              | - Blur — "Song 2" (režie Sophie Muller) - The Chemical Brothers — "Block Rockin' Beats" (režie Dom and Nic) - Daft Punk — "Around the World" (režie Michel Gondry) - Radiohead — "Paranoid Android" (režie Magnus Carlsson)                                                            |
| 1998 | Massive Attack — "Tear Drop" (režie Walter Stern)         | - Aphex Twin — "Come To Daddy" (režie Chris Cunningham) - Beastie Boys — "Intergalactic" (režie Nathanial Hornblower) - Eagle Eye Cherry — "Save Tonight" (režie Jhoan Camitz) - Garbage — "Push It" (režie Andrea Giacobbe)                                                           |
| 1999 | Blur — "Coffee & TV" (režie Hammer and Tongs)             | - Björk — "All Is Full Of Love" (režie Chris Cunningham) - / George Michael s Mary J. Blige — "As" (režie Big TV!) - Fatboy Slim — "Praise You" (režie Spike Jonze) - Aphex Twin — "Windowlicker" (režie Chris Cunningham)                                                             |

## 2000 - 2009
| Rok  | Vítěz                                                                   | Nominovaní |
| ---- | ----------------------------------------------------------------------- | --- |
| 2000 | Moby — "Natural Blues" (režie David LaChapelle)                         | - Blink 182 — "All The Small Things" (režie Marcos Siega) - Foo Fighters — "Learn To Fly" (režie Jesse Peretz) - Red Hot Chili Peppers — "Californication" (režie Jonathan Dayton a Valerie Faris) - Robbie Williams — "Rock DJ" (režie Vaughan Arnell)                                                           |
| 2001 | The Avalanches — "Since I Left You (režie Blue Source)                  | - Fatboy Slim — "Weapon Of Choice" (režie Spike Jonze) - Gorillaz — "Clint Eastwood" (režie Jamie Hewlett a Pete Candeland) - Outkast — "Ms. Jackson" (režie F. Gary Gray) - Robbie Williams — "Supreme" (režie Vaughan Arnell)                                                                                   |
| 2002 | Röyksopp — "Remind Me" (režie H5)                                       | - Basement Jaxx — "Where's Your Head At?" (režie Traktor) - Eminem — "Without Me" (režie Joseph Kahn) - Primal Scream — "Miss Lucifer" (režie Dawn Shadforth) - The White Stripes — "Fell In Love With A Girl" (režie Michel Gondry)                                                                              |
| 2003 | Sigur Rós — "Untitled 1" (režie Floria Sigismondi)                      | - Missy Elliott — "Work It" (režie Dave Meyers) - Queens of the Stone Age — "Go with the Flow" (režie Shynola) - U.N.K.L.E. — "Eye For An Eye" (režie Shynola) - The White Stripes — "Seven Nation Army" (režie Alex a Martin)                                                                                    |
| 2004 | Outkast — "Hey Ya!" (režie Bryan Barber)                                | - The Cure — "The End Of The World" (režie Floria Sigismondi) - Jay-Z — "99 Problems" (režie Mark Romanek) - The Streets — "Fit But You Know It" (režie Dougal Wilson) - The White Stripes — "The Hardest Button To Button" (režie Michel Gondry)                                                                 |
| 2005 | The Chemical Brothers — "Believe" (režie Dom and Nic)                   | - Beck — "E-Pro" (režie Shynola) - Gorillaz — "Feel Good Inc." (režie Jamie Hewlett a Pete Candeland) - Rammstein — "Keine Lust" (režie Jörn Heitmann) - Gwen Stefani — "What You Waiting For" (režie Francis Lawrence)                                                                                           |
| 2006 | / Justice vs. Simian — "We Are Your Friends" (režie Rozan and Schmeltz) | - Gnarls Barkley — "Crazy" (režie Robert Hales) - OK Go — "A Million Ways" (režie Trish Sie a OK Go) - P!nk — "Stupid Girls" (režie Dave Meyers) - Kanye West — "Touch The Sky" (režie Chris Milk) |
| 2007 | Justice — "D.A.N.C.E" (režie Jonas and François)                        | - Bat for Lashes — "What's a Girl to Do?" (režie Dougal Wilson) - The Chemical Brothers — "The Salmon Dance" (režie Dom and Nic) - Foo Fighters — "The Pretender" (režie Sam Brown) - Justin Timberlake — "What Goes Around... Comes Around" (režie Samuel Bayer) - Kanye West — "Stronger" (režie Hype Williams) |
| 2008 | 30 Seconds to Mars — "A Beautiful Lie" (režie Angakok Panipaq)          | - Madonna (společně s Justinem Timeberlakem a Timbaland) — "4 Minutes" (režie Jonas and François) - Santogold — "L.E.S. Artistes" (režie Nima Nourizadeh) - Snoop Dogg — "Sensual Seduction" (režie Melina a Steven Johnson) - Weezer — "Pork and Beans" (režie Mathew Cullen)                                    |
| 2009 | Beyoncé — "Single Ladies (Put a Ring on It)" (režie Jake Nava)          | - Shakira — "She Wolf" (režie Jake Nava) - Britney Spears — "Circus" (režie Francis Lawrence) - Eminem — "We Made You" (režie Joseph Kahn) - Katy Perry — "Waking Up in Vegas" (režie Joseph Kahn) |

## 2010 - 2019
| Rok  | Vítěz                                                                            | Nominovaní |
| ---- | -------------------------------------------------------------------------------- | --- |
| 2010 | Katy Perry (společně se Snoop Doggem) — "California Gurls" (režie Mathew Cullen) | - 30 Seconds to Mars — "Kings and Queens" (režie Bartholomew Cubbins) - / Eminem (společně s Rihannou) — "Love the Way You Lie" (režie Joseph Kahn) - Lady Gaga (společně s Beyoncé) — "Telephone" (režie Jonas Åkerlund) - Plan B — "Prayin'" (directed by Daniel Wolfe) |
| 2011 | Lady Gaga — "Born This Way" (režie Nick Knight)                                  | - Adele — "Rolling in the Deep" (režie Sam Brown) - Beastie Boys — "Make Some Noise" (režie Spike Jonze) - Beyoncé — "Run the World (Girls)" (režie Francis Lawrence) - Justice — "Civilzation" (režie Romain Gavras)                                                     |
| 2012 | * Psy — "Gangnam Style" (režie by Yang Hyun Suk)                                 | - Katy Perry — "Wide Awake" (režie by Tony T. Datis) - Lady Gaga — "Marry the Night" (režie Lady Gaga) - M.I.A. — "Bad Girls" (režie Romain Gavras) - / Rihanna (společně s Calvin Harris) — "We Found Love" (režie Melina Matsoukas)                                     |